# S1PR1
S1PR1 (англ. Sphingosine-1-phosphate receptor 1) – білок, який кодується однойменним геном, розташованим у людей на короткому плечі 1-ї хромосоми.  Довжина поліпептидного ланцюга білка становить 382 амінокислот, а молекулярна маса — 42 811.
| 10         |  | 20         |  | 30         |  | 40         |  | 50         |
| ---------- |  | ---------- |  | ---------- |  | ---------- |  | ---------- |
| MGPTSVPLVK |  | AHRSSVSDYV |  | NYDIIVRHYN |  | YTGKLNISAD |  | KENSIKLTSV |
| VFILICCFII |  | LENIFVLLTI |  | WKTKKFHRPM |  | YYFIGNLALS |  | DLLAGVAYTA |
| NLLLSGATTY |  | KLTPAQWFLR |  | EGSMFVALSA |  | SVFSLLAIAI |  | ERYITMLKMK |
| LHNGSNNFRL |  | FLLISACWVI |  | SLILGGLPIM |  | GWNCISALSS |  | CSTVLPLYHK |
| HYILFCTTVF |  | TLLLLSIVIL |  | YCRIYSLVRT |  | RSRRLTFRKN |  | ISKASRSSEK |
| SLALLKTVII |  | VLSVFIACWA |  | PLFILLLLDV |  | GCKVKTCDIL |  | FRAEYFLVLA |
| VLNSGTNPII |  | YTLTNKEMRR |  | AFIRIMSCCK |  | CPSGDSAGKF |  | KRPIIAGMEF |
| SRSKSDNSSH |  | PQKDEGDNPE |  | TIMSSGNVNS |  | SS         |  |            |

A: Аланін

C: Цистеїн

D: Аспарагінова кислота

E: Глутамінова кислота

F: Фенілаланін

G: Гліцин

H: Гістидин

I: Ізолейцин

K: Лізин

L: Лейцин

M: Метіонін

N: Аспарагін

P: Пролін

Q: Глутамін

R: Аргінін

S: Серин

T: Треонін

V: Валін

W: Триптофан

Кодований геном білок за функціями належить до рецепторів, g-білокспряжених рецепторів, білків внутрішньоклітинного сигналінгу, фосфопротеїнів. 
Задіяний у таких біологічних процесах як ангіогенез, хемотаксис, поліморфізм, ацетиляція. 
Локалізований у клітинній мембрані, мембрані, ендосомах.